# Parapristipomoides squamimaxillaris
Parapristipomoides squamimaxillaris är en fiskart som först beskrevs av Kami, 1973.  Parapristipomoides squamimaxillaris ingår i släktet Parapristipomoides och familjen Lutjanidae. Inga underarter finns listade i Catalogue of Life.
Arten förekommer i södra Stilla havet. Den vistas i områden som ligger 130 till 460 meter under havsytan. Grunden i regionen är vanligen klippig. Exemplaren blir ungefär 51 cm långa.
Parapristipomoides squamimaxillaris fiskas som matfisk. Hela populationen anses vara stor. IUCN listar arten som livskraftig (LC).